# Les oiseaux du bonheur
Les oiseaux du bonheur — франкоязычный сборник канадской певицы Селин Дион, выпущенный во Франции в 1984 году. Это её девятый франкоязычный альбом и второй, изданный в этой стране.

## Содержание
Les oiseaux du bonheur представляет собой компиляцию песен из предыдущих альбомов Селин Дион, выпущенных в Канаде. В поддержку релиза на территории Франции был выпущен сингл «Mon rêve de toujours».
Большинство композиций, включённых в сборник, были взяты из альбома Mélanie. Кроме того, Les oiseaux du bonheur содержит три оригинальные трека: «Paul et Virginie», «Les oiseaux du bonheur» и «Hymne à l’amitié», а также новую (третью) версию «La voix du bon Dieu».
Песни «Paul et Virginie» (переименованная как «Virginie… Roman d’amour») и «Les oiseaux du bonheur» были включены в следующий альбом Селин Дион C'est pour toi, вышедший в Канаде, в то время как «Hymne à l’amitie» никогда не выходила в этой стране.
Les oiseaux du bonheur разошёлся тиражом 75 000 экземпляров.

## Список композиций
| №   | Название                          | Автор(ы)                                                 | Продюсер(ы)        | Длительность |
| --- | --------------------------------- | -------------------------------------------------------- | ------------------ | ------------ |
| 1.  | «Trois heures vingt»              | Эдди Марне Патрик Леметр                                 | Марне Руди Паскаль | 3:38         |
| 2.  | «Trop jeune à dix-sept ans»       | Марне Пол Гридас Бэрри Блу                               | Марне Паскаль      | 4:54         |
| 3.  | «Mon rêve de toujours»            | Марне Жан-Пьер Гуссо                                     | Марне Паскаль      | 4:20         |
| 4.  | «Paul et Virginie»                | Марне Тьерри Жофруа Кристиан Луажеро                     | Марне Паскаль      | 3:51         |
| 5.  | «La voix du bon Dieu»             | Марне                                                    | Марне Паскаль      | 3:16         |
| 6.  | «Les oiseaux du bonheur»          | Марне Андре Попп                                         | Марне Паскаль      | 3:42         |
| 7.  | «Tellement j’ai d’amour pour toi» | Марне Юбер Жиро                                          | Марне Паскаль      | 2:57         |
| 8.  | «Un amour pour moi»               | Марне Тьерри Жофруа Кристиан Луажеро                     | Марне Паскаль      | 3:19         |
| 9.  | «Benjamin»                        | Марне Пьер Пападиамандис                                 | Марне Паскаль      | 4:38         |
| 10. | «Hymne à l’amitié»                | Марне Дарио Балдан Бембо Серджо Бардотти Нини Джакомелли | Марне Паскаль      | 4:08         |

## Хронология релиза альбома
| Регион  | Дата выпуска | Лейбл     | Формат   | Каталог  |
| ------- | ------------ | --------- | -------- | -------- |
| Франция | 1984         | Pathe/EMI | LP       | 240219 1 |
| Франция | 1984         | Pathe/EMI | Cassette | 240219 4 |